# جو ناغاي
جو ناغاي (هيراغانا: ごう ながい) (كانجي: 豪 永井) ياباني من أشهر مؤلفي المانغا على عدة تصنيفات.من أشهر أعماله مازنجر زد وجريندايزر.

## المولد والنشأة
ولد باسم كييوشي ناغاي (هيراغانا: きよし ながい) (كانجي: 潔 永井) في 6 سبتمبر 1945 في مدينة واجيما في محافظة إيشيكاوا في اليابان.
كانت مطالعاتة وهو صغير متأثرةً بأعمال الكاتب الفرنسي جوستاف دوريه وقصص مشهورة مثل الكوميديا الإلهية لدانتي.
دخل عالم المانغا بعد أن أنهى المرحلة الثانوية في ثانوية إيتاباشي في طوكيو، بعد أن لم يوفق بالنجاح في امتحان الدخول للجامعة.
كان الدخول للكليات والجامعات في اليابان في ذلك الوقت محدداً وفق درجات امتحان الثانوية العامة. ومعظم الطلاب يقوم بإعادة سنة الاختبار، ويسمى الطالب الذي يعيد السنة Ronin Student ورونين تعني محارب الساموراي الأخرق.
أثناء قيامه بسنة الإعادة أصيب بإسهال حاد كاد أن يودي بحياته (في ستينيات القرن العشرين في اليابان المنهكة من الحرب من الممكن للإسهال حينها بأن يكون قاتلاً)، عندما دخل المستشفى بعد أسبوع من مرضه. بات مقتنعاً بأنه يعيش أيامه الأخيرة، وقرر حينها أن الشيء الوحيد الذي يريد فعله قبل أن يموت هو أن يؤلف قصة مانغا تثبت للعالم أنه عاش.. وبالفعل كتب قصة مانغا قصيرة وهو في المشفى قبل أن تتحسن حالته ويشفى. لكن هذه كانت نقطة التحول في مسار حياته. إذ قرر بعدها ترك الدراسة الجامعية والانطلاق ضمن عالم المانغا إلى غير رجعة.
بدأ ناغاي بعمل بعض الرسومات وإرسالها لعدد من بيوتات النشر المخصصة بالمانغا، ولم يحصل على أية استجابة رغم أن رسومه كانت جيدة فعلاً، وثبت بعدها أن والدته المعارضة لتوجهه نحو المانغا كانت تذهب لكل ناشرٍ يرسل إليه وتترجاه بأن لا يقبل رسومات ابنها.
و أخيراً اهتمت مجلة Shonen Sunday بما يرسمه وقامت بتقديمه بعدها إلى الفنان شوتارو إيشينوموري والذي قبل توظيفه عنده في استوديو إيشنوموري عام 1965 عن عمر لا يتجاوز 19 عاماً.
كان العمل الذي لفت انتباه إيشنوموري إلى جو ناغاي هو نموذج لقصة خيال علمي عن محارب نينجا مستقبلي (لم تكن تتجاوز وقتها ال 15 صفحة، أنجزها جو بمساعدة أخيه ياسوتاكا، وبإشراف إيشنوموري تطورت لتصل حتى 80 صفحة، ولكنه كان يقول لجو ناغاي بأن مستوى رسومه ما زال متدنياً وأن عليه العمل على تحسينها، في عام 1967 قبله إيشينوموري كأحد مساعديه الأساسين رغم معارضة والدته.

## الأعمال الأولى
أول ظهوره كان كان في عام 1968 من خلال القصة القصيرة «المحقق بوليكيتشي»
في مجلة «بوكورا» (للناشر: كودانشا)، نجاحه الأول الذي جعله مشهوراً هو قصة Harenchi Gakuen أو ثانوية الفضائح
القصة بشكل عام تتحدث عن مغامرات طالب مراهق في المدرسة الثانوية وبعض المواقف المضحكة التي يتعرض لها عند معاكسة الفتيات وإغضاب الأساتذة
في الأساس قام جو ناغاي بإنجاز هذه السلسلة لتكون الأولى ضمن مجلة Shonen Jump الحديثة الظهور ولكي تتنافس مع المجلات الأخرى الشعبية. كانت البداية بعمل قصة عن المدارس الثانوية والشغب بالاعتقاد بأن هذا المزيج مسل وطريف.
رغم أنها اعتبرت فضائحية في وقتها، تبدو هذه القصص شديدة البراءة بمعايير أيامنا الحالية، فجو ناغاي لم يقم أبداً برسم جنسي صريح، وحتى عندما كان يرسم صوراً جريئة فقد كان هنالك دوماً لمسة من الكوميديا في الموضوع، لكن على أي حال قام كثيرُ من الآباء والأساتذة بالاعتراض على السلسلة، واعتبر جو ناغاي بهذا العمل بأنه أول من يقدم جرعة من المحتوى للجنسي للقصص في تاريخ المانغا، وقد أدى هذا لهزة عنيفة في أوساط القراء والفكرة السائدة عن المانغا بشكل عام، ولكن المبيعات رغم ذلك وصلت إلى ملايين النسخ للمجلة أسبوعياً.
زاد تضييق الخناق على القصة وناغاي حتى بدأت تمنع من النشر في بعض المقاطعات اليابانية، كانت رابطة المدرسين والآباء تربح المعركة ضده وبدا أن قصته على وشك التوقف، قام ناغاي عندها بتحويل مسار الأحداث من مجرد قصص مضحكة عابثة إلى قصة مسلسة ترسم الصراع ما بين جيل الطلاب وجيل المدرسين، وأخذ يتمسك بمبدأ حرية التعبير والرغبة في الابتعاد عن النفاق، فقد كان رأيه أن هنالك كثيراً من القصص الجنسية الصريحة يقرؤها أولئك الناس كل يوم وليس من المبرر لهم أن يتذرعوا بالفضيلة الآن ضد قصصه هو بالذات. نهاية القصة كانت دراماتيكية عندما جعل كل أبطاله يموتون في معركة ضد نقابات الآباء والمدرسين دفاعاً عن حرية التعبير ويمكن القول بأن هذه القصة قد غيرت منحى المانغا الياباني كلياً في أعوام الستينات وحتى أنها أصبحت رمزاً لها.
حمل له هذا العمل الكثير من الشهرة، وأصبح الشخص الأول على صفحات المجلات والمقصد الأول لعدسات المصورين أينما حل بعد أن كان مجرد مانغاكا مغمور.

## شركة دايناميك برودكشنز
. في عام 1969 أسس «داينامك برودكشنز» كشركة إدارية تساهم أيضا في ابتكار وتخطيط وتصميم مشروعات جديدة لأفلام التحريك والأكشن وغيرها من الأنواع الأخرى.

## تطور الأسلوب الفني
حتى نهاية العام 1970، كانت كل قصص جو ناغاي ذات لمسة كوميدية واضحة، حتى قام الناشرون بقولبته أخيراً ضمن هذا الكادر وأصبحو لا يتوقعون منه شيئاً خارجه. لتأتي قصة Oni – 2889 كقصة خيال علمي مختلفة تماماً، تتحدث أوني عن صراع ما بين أناس قادمين من الفضاء الخارجي (شعب الأونيس onis) وبني البشر، وكما تتخيلون فهذه الثيمة متأثرة بشدة بروح العصر (حط نيل أرمسترونغ قدمه على سطح القمر في 21 تموز عام 1969) وكانت المخلوقات الفضائية شبه حقيقة حتمية في تلك الأيام وثيمة على لسان الجميع في عام 1971 بدأ جو ناغاي يتبنى ادارج مزيد من الرعب هذه المرة في القصص مصادر إلهامه في تلك الفترة مثل قصة Africa Nochiلكاتب الخيال العلمي الياباني الهام Yasutaka Tsutsui، وقصص الرعب القوطي للكاتب الإيرلندي Sheridan Le Fanu والمشهور على فكرة بقصة كاميليا Carmilla التي اعتبرت الإلهام الأساسي لبرام ستوكر Bram Stokerلكتابة رواية دراكيولا Dracula.
استناداً للتأثيرات السابقة خرجت سلسلة Mao Dante والتي تم تطويرها ليصدر أهم أعماله على مستوى اليابان Devilman أو デビルマン الرجل الشيطان. وهي أهم أعماله وأكثرها شهرةً على مستوى اليابان والولايات المتحدة.

### الرجل الشيطان Devilman
تتحدث القصة عن المراهق الخجول والمتواضع Akira Fudo، والذي فقد والديه عندما ذهبا في رحلة استكشافية للقطب المتجمد، تتم تربيته من قبل عائلة صديقة له تدعى Miki وتنشأ بينهما علاقة حب، لكن ميكي تكون دوماً محبطة من جبن آكيرا وعدم قدرته على الدفاع عن نفسه وتدخلها هي لإنقاذه من العديد من المشاكل.
يخبره ذات يوم صديقه الحميم ريو RYO بأن والده اكتشف وجود الشياطين عندما كان يقوم بالتنقيب ضمن أحد معابد المايا القديمة ووجد جمجمة كاملة لشيطان، وتقول الأسطورة بأن من الممكن استخدامها لجلب الشياطين وجعلها تستحوذ المالك، كان ريو يرغب باستخدامها بنفسه لمحاربة الشياطين لأنه يعتقد بأنه: To fight a demon, one must become a demon.
المشكلة في الموضوع هي أن الشياطين وعندما تستحوذ على شخص ما فستغير كل طباعه وصفاته، كان ريو يعتقد بأن فقط الأشخاص أنقياء القلوب مثل آكيرا بإمكانهم مقاومة هذا الاستحواذ، لذلك يأخذ آكيرا ذات مساء إلى نادٍ ليلي ويفتعل شجاراً للفت أنظار الشياطين إليهم، وليتم في النهاية استحواذ آكيرا من قبل شيطان قوي يدعى آمون Amon لورد الحرب ولكن آكيرا يستطيع السيطرة على قوى هذا الشيطان كلها مع المحافظة على نقاء قلبه.
تنقلب شخصيته رغم ذلك بشكل حاد ويصبح عنيفاً وحاد الطباع رغم طيبته وعندها فقط تعجب صديقته Miki به
المثير في نهاية القصة هو الاكتشاف بأن صديقه ريو هو إبليس ذاته في حالة سبات Satan himself in a dormant state ويخوض صراعاً عنيفاً ينتهي بنهاية عنيفة جداً مع دمار الأرض وانتصار الشيطان.
يقول جو ناغاي أنه كان يريد بتلك النهاية العنيفة التوعية إلى خطر الحرب ولورداتها، وأن الشر إذا لم يحارب فقد ينتصر ويؤدي ذلك لدمار الأرض كلها، القصة سوداوية جداً، في نفس الوقت الذي كانت فيه الرجل الشيطان تعرض على التلفزيون في اليابان، عرضت أيضاً سلسلة مازنجر Z، والتي يقول جو ناغاي نفسه عنها بأنها كانت منجزة (لهدف تجاري بحت، وبمستوى فني متواضع) وليكتشف لدهشته البالغة بأنها حققت نسبة مشاهدة أعلى من مشاهدة ديفل مان.

## الروبوتات المقاتلة

### مازنجر Z
نشرت أولى مغامرات «مازنجر زد» في المجلة الأسبوعية «شونن جامب» في عام 1972، وهي أول قصة مانغا تتحدث عن روبوت عملاق يتحكم به إنسان من داخل جسم الروبوت نفسه، وبهذا فإن «جو ناغاي» ابتكر نوع جديد شديد الثراء من الروبوتات والذي لايزال حتى يومنا هذا أحد العلاما المميزة لفن الرسوم المتحركة اليابانية.
كان مازنجر أول رجل آلي خارق Super robot تتم قيادته من الداخل من قبل إنسان، وبهذا فإن «جو ناغاي» ابتكر نوع جديد شديد الثراء من الروبوتات والذي لايزال حتى يومنا هذا أحد العلاما المميزة لفن الرسوم المتحركة اليابانية. يمكن اعتبار مازنجر زد الأب الروحي لكل الروبوتات الخارقة كما أن سوبرمان هو والد جميع أبطال مارفل الخارقين. في السنين اللاحقة خف بريق ال super robots ليحل محلها مفهوم البذلة المقاتلة mobile suit كما في سلسلة أجنحة كاندام Gundam wings وفيها يتم التركيز أكثر على قائد البذلة أكثر من البذلة بحد ذاتها، بالمقارنة مع الرجال الآليين الخوارق الذين يكونون أكثر أهمية من القائد ذاته.
كان البطل الذي يقود مازنجر z يحمل اسماً مألوفاً في النسخة غير المعربة: كوجي كابوتو Kouji Kabuto ، وهو نفسه كوجي في غريندايزر ويحمل نفس الملامح والطباع الشخصية أيضاً، وقد تم استخدامه كشخصية مساعدة في جريندايزر، وهو يعمل كطالب دكتوراه في مركز أبحاث الفضاء الذي يديره الدكتور آمون.

### جريندايزر
بدأ بث الأنيمي على التلفزيون الياباني من October 1975 – May 1976، وكان من إنتاج Toei animation من الجيد معرفة أنه وصل للبلدان بسرعة كبيرة نسبياً – تم عرضه باللغة العربية في بدايات الثمانينيات – مما لعب دوراً في نجاحه بالإضافة للعمل المميز لفريق الدبلجة العربية.
أن نواة قصة غريندايزر الأساسية لم تكتب من قبل جو ناغاي نفسه، في الواقع، كان غريندايزر تشذيباً لفيلم أنيمي يسبقه يسمى ب The Great Battle of the Flying Saucer، 宇宙円盤大戦争 ، المعركة الكبرى للوحوش الآلية الطائرة.
تصميم غريندايزر في الفيلم مختلف تماماً عن التصميم الذي طوره جو ناغاي (حتى اسمه في الفلم كان Gattaiger غاتايغر، غاتتا باليابانية تعني الاتحاد – آتية من فكرة الالتحام بين سبيزر وتايغر - أما تايغر بالإنكليزية فمعناها النمر)، أما بالنسبة لدايسكي فهو تقريباً نفسه مع تعديل ألوان البزة، هيكارو وغورو أيضاً موجودين والجو العام للقصة أمريكي.
في القصة الأصلية يكون دايسكي الابن الحقيقي للدكتور أمون وليس بالتبني، يفر هارباً من الكوكب فليد بعد أن هاجمته وحوش كوكب Yarban ، وذلك على متن الطبق التجريبي المسمى غاتايغر، بعدما يصل للأرض تلاحقه قوات ياربان وتحدث بينهم معركة فاصلة، وفي اللحظة الأخيرة تنقذه خطيبته السابقة من كوكب ياربان واسمها توليدا، بأن تضحي بنفسها ويتمكن بعدها من العودة لكوكب فليد.
الظاهر أن القصة راقت لجو ناغاي كثيراً، وتم بالتراضي شراء حقوق القصة ليتم إعادة إنتاجها بالكامل مع خلط كثير من خبرات جو ناغاي في أعماله السابقة، تم جلب قصة الصراع من قصة أوني وبعض عناصر الكوميديا من قصة Harenchi Gakuen (دامبي موجود نفسه تقريباً في تلك السلسلة مع تحوير بسيط في الشكل)، تم جلب التصميم للرجل الآلي من تصميم مازنجر، اسم آمون استخدمه جو ناغاي لتسمية والد دايسكي في مفارقة تبدو غريبة للوهلة الأولى، فيغا الكبير وزوريل يبدوان مشابهين بشدة لشكل Devilman.
المشكلة الأساسية كانت مع كوجي، إذ أن معظم الناس كانوا يعتبرون بأن غريندايزر هو مجرد امتداد لسلسلة مازنجر الساحقة النجاح، لم يصدق مساعدو جو ناغاي أنه لا يريد استخدام كوجي كقائد لغريندايزر، كان هذا سيضر كثيراً بشعبية العمل ! وبعد العديد من التوسلات قبل جو ناغاي على مضض استخدام كوجي كشخصية ثانية في المسلسل، وهو الأمر الذي لم يرق لمحبي مازنجر على الإطلاق والذين رأو بطلهم المحبوب يعامل بخفة من قبل دايسكي – خصوصاً في الحلقات الأولى – ومن الأسباب الأساسية لضعف الأنيمي في اليابان.
وبينما استمرت ملحمة الروبوت مع «مازنجر العظيم» و «غريندايزر» فإنه ابتكر أعمالآ أخرى نابعة ومشتقة منهما لاقت نجاحا كبيرا مثل «جتر روبوت» و«الدرع الفولاذي» والتي قام بتنفيذها زملاؤه في شركته.في عام 1980، نال جائزة «كودانشا مانغا» الرابعة عن مانغا الخيال العلمي «سوسانو». تعتبر أعمله التي تحولت إلى أفلام ومسلسلات رسوم متحركة من أوائل برامج التليفزيون الياباني التي عرضت في بلاد أخرى كثيرة، حيث أصبح «مازنجر زد» ذو شعبية عريضة في الدول الآسيوية وابانيا وأمريكا الجنوية وشمال أفريقيا، كما نال «جراندايزر» شعبية كبيرة في كندا وفرنسا وإيطاليا وروسيا والشرق الأوسط.
وهو يغكف حاليا على ابتكار وتنفيذ الجزء الجديد من قصص الروبوتيات والتي تدعى «ملحمة مازنجر».

## مسلسل صفر صفر واحد
والاسم الأصلي للمسلسل هو Super Space Machine X-Bomber أو X-Bomber وهو ابتكار رائع للمؤلف جو نجاي Go Nagai حيث كان المسلسل عبارة عن دمى متحركه وقامت بإنتاجه شركة Cosmo و Jin للإنتاج، وقد تولى تلفزيون فوجي Fuji TV عرض المسلسل في اليابان في الفترة من 4 أكتوبر 1980 م إلى 28 مارس 1981 م وكان بعدد 26 حلقة وتم عرضه في التلفزيون البريطاني تحت اسم Star Fleet في عام 1982م، وعرض في الدول العربية في الثمانينات بعد أن قامت المؤسسة العامة لتعاون المشترك في دول الخليج بدبلجته باسم مسلسل صفر صفر واحد وقد لقى نجاح رائعا في وقته.

## وصلات خارجية
- Go Nagai (Science Fiction and Fantasy Writers of Japan)

- (باليابانية) 永井 豪（ながい ごう） نسخة محفوظة 12 أكتوبر 2007 على موقع واي باك مشين. (日本SF作家クラブ) — a Japanese version of the page.

- The World of Before the Apocalypse Fan Page: Go Nagai
- جو ناغاي على موقع IMDb (الإنجليزية)
- جو ناغاي على موقع ألو سيني (الفرنسية)
- جو ناغاي على موقع ميوزك برينز (الإنجليزية)
- جو ناغاي على موقع ميوزك برينز (الإنجليزية)
- جو ناغاي على موقع قاعدة بيانات الفيلم (الإنجليزية)
- جو ناغاي على موقع ANN person (الإنجليزية)
- Revelation, An Essay on Devilman by Go Nagai نسخة محفوظة 11 مارس 2008 على موقع واي باك مشين.
- (باليابانية) The World of Go Nagai, with lists and pictures of various Nagai and Nagai-related works, and many notes on them.
- (بالإيطالية) Enciclo'Robopedia - Sezione di Go Nagai, a website with a biography of Go Nagai and a list of almost all of his manga and anime work from 1967 to 2004, as well as other works based on his original ideas.
- (بالإيطالية) L'autore Go Nagai - Dynamic Italie, the official biography of Go Nagai by D/visual.
- (بالإيطالية) Shuten Doji (Anime Mundi), detailed production information